# Eixo hipotálamo-pituitária-adrenal

Esquema do eixo HPA demonstrando o hormônio liberador de corticotrofina (CRH) e o hormônio adrenocorticotrófico (ACTH)

O eixo hipotálamo-pituitária-adrenal é um conjunto de interações responsivas que envolvem o hipotálamo, a glândula pituitária e a glândula adrenal.
Esses órgãos e suas respectivas interações constituem o eixo HPA, um sistema neuroendócrino que controla as reações ao estresse e regula diferentes processos corporais, como a digestão, as respostas do sistema imunológico, humor e emoções, sexualidade e a alocação e gasto de energia. O eixo funciona como um mecanismo comum para a dinâmica entre glândulas, hormônios e regiões do mesencéfalo que arbitram a síndrome de adaptação geral (SAG). Embora os esteroides sejam produzidos primordialmente por seres vertebrados, o papel fisiológico do eixo HPA e dos corticosteroides no estresse é tão essencial que sistemas análogos podem ser encontrados em invertebrados e em organismos unicelulares.
O eixo hipotálamo-pituitária-adrenal, o eixo hipotálamo-pituitária-gonadal (HPG) e a neuroipófise são os quatro principais sistemas através dos quais o hipotálamo e a hipófise direcionam a função neuroendócrina.

## Anatomia
Os principais elementos do eixo HPa são o núcleo paraventricular do hipotálamo, que contém neurônios neuroendócrinos, os quais sintetizam e secretam vasopressina e o hormônio liberador de corticotrofina (CRH). Esses dois peptídeos são responsáveis pela automação do lóbulo anterior da glândula pituitária.
Sobretudo, o CRH e a vasopressina estimulam a secreção do hormônio adrenocorticotrófico (ACTH), também conhecido como corticotrofina. pro sua vez, o ACTH atua no córtex adrenal, o qual produz glicocorticoides (em humanos, predomina o cortisol) em resposta ao estímulo da ACTH. Glicocorticoides, por seu turno, agem de volta ao hipotálamo e à glândula pituitária por meio de uma retroalimentação negativa.
O CRH e a vasopressina são liberados por intermédio de terminais nervosos de neurossecreção localizados na eminência radiana, uma região que compreende o hipotálamo e a hipófise. Desse modo, o CRH é transportado para a parte anterior da glândula pituitária através dos sistema vascular da haste hipofisária, enquanto a vasopressina é transportada pelo transporte axonal da parte posterior da glândula pituitária. Lá, o CRH e a vasopressina agem de forma sinérgica para estimular a secreção de ACTH das células corticotrópicas. O ACTH é transportado pelo sangue para o córtex da glândula adrenal, onde estimula rapidamente a biossíntese de corticosteroides, como o cortisol, a partir do colesterol. O cortisol é o principal hormônio associado ao estresse e tem efeitos significativos em diversos tecidos corporais, incluindo o cérebro. No cérebro, o cortosol atua em dois tipos de receptores – receptores de mineralcorticoides e receptores de glicocorticoides – e estes são expressos por diversos tipos de neurônios. Um alvo importante dos glicocorticoides é o hipotálamo, que é o principal centro de controle do eixo HPA.
A vasopressina pode ser vista como um "hormônio de conservação de água", sendo também conhecida como "hormônio antidiurético". Sua liberação ocorre quando o corpo está desidratado e tem efeitos potentes de conservação hídrica no rim. É, ainda, um forte vasoconstritor. Os ciclos de retroalimentação do eixo HPA incluem a produção de cortisol no córtex adrenal que inibirá tanto o hipotálamo quanto a glândula pituitária. Desse modo, há redução da secreção de CRH e de vasopressina, além da redução direta da clivagem da pró-opiomelanocortina (POMC) em ACTH e em betaendorfinas. A epinefrina e a norepinefrina (E/NE) são produzidas pela medula adrenal por meio da estimulação e pelos efeitos locais do cortisol. Assim, ambas as substâncias retornam de forma positiva para a hipófise e aumentam a decomposição de pró-opiomelanocortina em ACTH e em betaendorfinas.

## Função
A liberação de CRH proveniente do hipotálamo é influenciada pelo estresse, atividade física, doenças, níveis sanguíneos de cortisol e pelo ritmo circadiano. Em indivíduos saudáveis, o cortisol aumenta rapidamente após o despertar, atingindo um pico de 30 a 45 minutos. Depois, cai gradualmente ao longo do dia, subindo novamente no final da tarde. Os níveis de cortisol caem no final da noite, atingindo um declínio durante o meio da noite. Isso, portanto, corresponde ao ciclo de atividade em repouso do organismo. Um ciclo anormal de cortisol foi associado à síndrome da fadiga crônica, à insônia e à síndrome de burnout.
O eixo HPA tem um papel crucial na regulação de muitos sistemas homeostáticos no corpo, incluindo o sistema metabólico, sistema cardiovascular, sistema imunológico, sistema reprodutivo e o sistema nervoso central. Este eixo integra, ainda, influência físicas e psicossociais para permitir que o organismo se adapte efetivamente ao ambiente, use recursos e otimize sua sobrevivência.
As conexões anatômicas entre as regiões cerebrais – como a amígdala cerebelosa, o hipocampo, o córtex pré-frontal e o hipotálamo – facilitam a ativação do eixo HPA. As informações sensoriais que chegam à parte lateral da amígdala cerebelosa é processada e transmitida ao seu núcleo, que, logo depois, se projeta para várias partes do cérebro correlatas às respostas ao medo. No hipotálamo, os impulsos de sinalização do medo ativam o sistema nervoso simpático e os sistemas moduladores do eixo HPA.
A ampliação da produção de cortisol durante episódios de estresse resulta em maior disponibilidade de glicose, a fim de facilitar o combate ou a fuga. Além de aumentar diretamente os níveis glicêmicos, o cortisol suprime os processos metabólicos severos do sistema imunológico, acarretando em maior disponibilidade de glicose.
Os glicocorticoides têm muitas funções importantes, incluindo a articulação das reações de estresse, mas, em excesso, pode ser prejudicial. Acredita-se que a atrofia do hipocampo em humanos e animais expostos a estresse severo seja causada pela exposição prolongada a altas concentrações de glicocorticoides. As deficiências do hipocampo podem reduzir os recursos de memória disponíveis para ajudar o corpo a formular reações apropriadas a situações estressantes.

## Sistema imunológico
Há, entre o eixo HPA e o sistema imunológico, uma comunicação bidirecional e uma retroalimentação. Várias citocinas, como a IL-1, IL-6, IL-10 e o TNF-α, podem ativar o eixo HPA, embora a IL-1 seja a mais potente. O eixo HPA, por sua vez, intenta a resposta imune, com altos níveis de cortisol, resultando na supressão de reações imunes e inflamatórias. Desse modo, o organismo é protegido por meio de uma superativação letal do sistema imunológico, capaz de minimizar os danos nos tecidos causados~pela inflamação.
O sistema nervoso central é, sob muitos aspectos, privilegiado quanto à resposta imune, mas desempenha um papel importante no sistema imunológico, sendo, por sua vez, posteriormente afetado por ele. O sistema nervoso central regula o sistema imunológico através de vias neuroendócrinas, como o eixo HPA. O eixo HPA, então, é responsável por modular as respostas inflamatórias que ocorrem em todo o corpo.
Durante uma resposta imune, citocinas pró-inflamatórias são liberadas no sistema de circulação periférica e podem atravessar a barreira hematoencefálica e interagir com o cérebro para ativar o eixo HPA. O contato entre as citocinas pró-inflamatórias e o cérebro podem alterar a atividade metabólica dos neurotransmissores e levar ao aparecimento de sintomas como a fadiga, depressão e alterações de humor. Deficiências locais no eixo HPA são capazes de desempenhar um papel em quadros alérgicos, inflamatórios e autoimunes, como a artrite reumatoide e a esclerose múltipla.
Quando o eixo HPA é ativado por estressores, como uma resposta autoimune, altos níveis de glicocorticoides são liberados no corpo e suprimem a resposta imune. Assim, inibem a expressão de citocinas pró-inflamatórias, como a IL-1, TNF-α e a IFN-γ e elevam os níveis de citocinas anti-inflamatórias (como a IL-4, IL-10 e IL-13) nas células imunes, como monócitos e neutrófilos.
A relação entre estresse crônico, a ativação concomitante do eixo HPA e a disfunção do sistema imunológico ainda não é clara; estudos descobriram, no entanto, incidência de imunossupressão e de hiperativação da resposta imune.

## Estresse

### Estresse e doenças
O eixo HPA está envolvido na neurobiologia dos transtornos do humor e de doenças funcionais, que incluem o transtorno de ansiedade, transtorno bipolar, insônia, transtorno de estresse pós-traumático, transtorno de personalidade borderline, transtorno depressivo maior, burnout, síndrome da fadiga crônica, fibromialgia, síndrome do cólon irritável e alcoolismo. Antidepressivos, que são prescritos para muitas das doenças supramencionadas, ajudam a regular o funcionamento do eixo HPA.
Estudos experimentais investigaram diferentes tipos de estresse e seus efeitos no eixo HPA em diferentes circunstâncias. Estressores podem ter gêneses diferentes - nos experimentos em ratos, a distinção é, comumente, feita entre o "estresse social" e o "estresse físico", mas ambos os tipos ativam o eixo HPA através de caminhos diferentes. Diversas neurotransmissores de monoaminas são importantes na regulação do eixo HPA, em especial a dopamina, serotonina e norepinefrina (noradrenalina). Há evidências de que o aumento de oxitocina, resultante, por exemplo, de relações sociais positivas, ajuda na supressão do eixo HPA e opõe-se ao estresse, oferecendo efeitos benéficos à saúde como a cicatrização de feridas.
A existência do eixo HPA é uma característica presente em mamíferos e em outros vertebrados. Por exemplo, ao estudar o estresse em peixes, biólogos demonstraram que a hierarquia social leva ao estresse crônico, que está diretamente relacionado à redução de interações agressivas, à falta de controle e à constante ameaça imposta pelos peixes dominantes. A serotonina (5-HT) pareceu ser o neurotransmissor ativo envolvido na mediação de respostas ao estresse, e os aumentos de serotonina estão relativos ao aumento dos níveis plasmáticos do hormônio estimulante de alfa-melanócitos (α-MSH), que causa escurecimento na pele, a ativação do eixo HPA e a inibição da agressão. A inclusão do aminoácido triptófano, um precursor do 5-HT, na alimentação da truta-arco-íris, tornou o peixe menos agressivo. No entanto, o estudo menciona que o cortisol plasmático não foi afetado pelo triptófano na dieta. Demonstrou-se que o medicamento LY354740, também conhecido como Eglumegad, um agonista dos receptores metabotrópicos de glutamato 2 e 3, interfere no eixo HPA com a administração oral que leva à redução significativa dos níveis de cortisol basal nos Macaca radiata. Além disso, a infusão aguda de LY354740 resultou numa diminuição acentuada da resposta ao estresse induzida por ioimbina nesses animais.
Estudos em diferentes indivíduos mostram que o eixo HPA é ativado de maneiras distintas durante o estresse crônico, dependendo do tipo de estressor, da resposta pessoal ao estressor e de outros fatores. Estressores incontroláveis, que ameaçam a integridade física ou envolvem trauma, tendem a ter um perfil diurno alto de liberação de cortisol. Por outro lado, estressores controláveis tendem a produzir cortisol matinal acima do normal. A liberação do hormônio do estresse tende a diminuir gradualmente após a ocorrência de um estressor. No transtorno do estresse pós-traumático, parece haver liberação abaixo do normal de cortisol, o que leva a crer que uma resposta hormonal embotada possa predispor uma pessoa a desenvolver a doença.
Sabe-se, também, que os hormônios do eixo HPA estão relacionados a certas doenças de pele e à homeostase de pele. Existem evidências de que os hormônios deste eixo podem estar ligados a certas doenças e tumores de pele relacionados ao estresse. Isso acontece quando os hormônios do eixo HPA se tornam hiperativos para o cérebro.